# Styrax rugosus
Styrax rugosus là một loài thực vật có hoa trong họ Bồ đề. Loài này được Kurz miêu tả khoa học đầu tiên năm 1871.